# Liga Leumit 1989-1990
La Liga Leumit 1989-1990 è stata la 49ª edizione della massima serie del campionato israeliano di calcio.
In seguito alla riduzione, decisa l'anno precedente dall'IFA, presero parte al torneo 12 squadre, che si affrontarono, dapprima, in una stagione regolare consistente in un girone all'italiana con partite di andata e ritorno, per un totale di 22 giornate. Le prime 6 classificate furono inserite in un girone di play-off e le ultime 6 in uno di play-out, con partite di sola andata, per determinare rispettivamente il campione nazionale e le squadre retrocesse in Liga Artzit.
Per ogni vittoria si assegnavano tre punti e per il pareggio un punto.
Il torneo fu vinto, per la prima volta nella propria storia, dal Bnei Yehuda.
Capocannoniere del torneo fu Uri Malmilian, del Maccabi Tel Aviv, con 16 goal.

## Squadre partecipanti
| Club               | Città       |
| ------------------ | ----------- |
| Beitar Gerusalemme | Gerusalemme |
| Beitar Tel Aviv    | Tel Aviv    |
| Bnei Yehuda        | Tel Aviv    |
| Hapoel Be'er Sheva | Be'er Sheva |
| Hapoel Gerusalemme | Gerusalemme |
| Hapoel Kfar Saba   | Kfar Saba   |
| Hapoel Petah Tiqwa | Petah Tiqwa |
| Hapoel Ramat Gan   | Ramat Gan   |
| Maccabi Haifa      | Haifa       |
| Maccabi Netanya    | Netanya     |
| Maccabi Tel Aviv   | Tel Aviv    |
| Shimshon Tel Aviv  | Tel Aviv    |

## Classifiche

### Play-off
|                     | Pos. | Squadra            | Pt | G  | V  | N  | P  | GF | GS | DR  |
| ------------------- | ---- | ------------------ | -- | -- | -- | -- | -- | -- | -- | --- |
| Campione di Israele | 1.   | Bnei Yehuda        | 62 | 32 | 17 | 11 | 4  | 48 | 24 | +24 |
|                     | 2.   | Hapoel Petah Tiqwa | 58 | 32 | 16 | 10 | 6  | 40 | 21 | +19 |
|                     | 3.   | Maccabi Haifa      | 50 | 32 | 14 | 8  | 10 | 40 | 29 | +11 |
|                     | 4.   | Maccabi Tel Aviv   | 48 | 32 | 14 | 6  | 12 | 48 | 44 | +4  |
|                     | 5.   | Beitar Tel Aviv    | 38 | 32 | 10 | 8  | 14 | 35 | 46 | -11 |
|                     | 6.   | Hapoel Kfar Saba   | 36 | 32 | 10 | 6  | 16 | 28 | 41 | -13 |

### Play-out
|  | Pos. | Squadra            | Pt | G  | V  | N  | P  | GF | GS | DR  |
|  | ---- | ------------------ | -- | -- | -- | -- | -- | -- | -- | --- |
|  | 7.   | Maccabi Netanya    | 39 | 32 | 9  | 12 | 11 | 31 | 31 | 0   |
|  | 8.   | Hapoel Gerusalemme | 39 | 32 | 9  | 12 | 11 | 29 | 35 | -6  |
|  | 9.   | Hapoel Be'er Sheva | 38 | 32 | 8  | 14 | 10 | 29 | 33 | -4  |
|  | 10.  | Beitar Gerusalemme | 38 | 32 | 10 | 8  | 14 | 20 | 25 | -5  |
|  | 11.  | Hapoel Ramat Gan   | 36 | 32 | 8  | 12 | 12 | 24 | 34 | -10 |
|  | 12.  | Shimshon Tel Aviv  | 34 | 32 | 7  | 13 | 12 | 23 | 32 | -9  |

## Verdetti
- Bnei Yehuda campione di Israele 1989-1990
- Hapoel Ramat Gan e Shimshon Tel Aviv retrocessi in Liga Artzit 1990-1991
- Hapoel Tzafririm Holon e Hapoel Tel Aviv promossi in Liga Leumit 1990-1991